# Haltestelle Gaubüttelbrunn
Haltestelle Gaubüttelbrunn ist ein Wohnplatz auf der Gemarkung des Ortsteils Oberwittighausen der Gemeinde Wittighausen im Main-Tauber-Kreis im fränkisch geprägten Nordosten Baden-Württembergs.

## Geographie

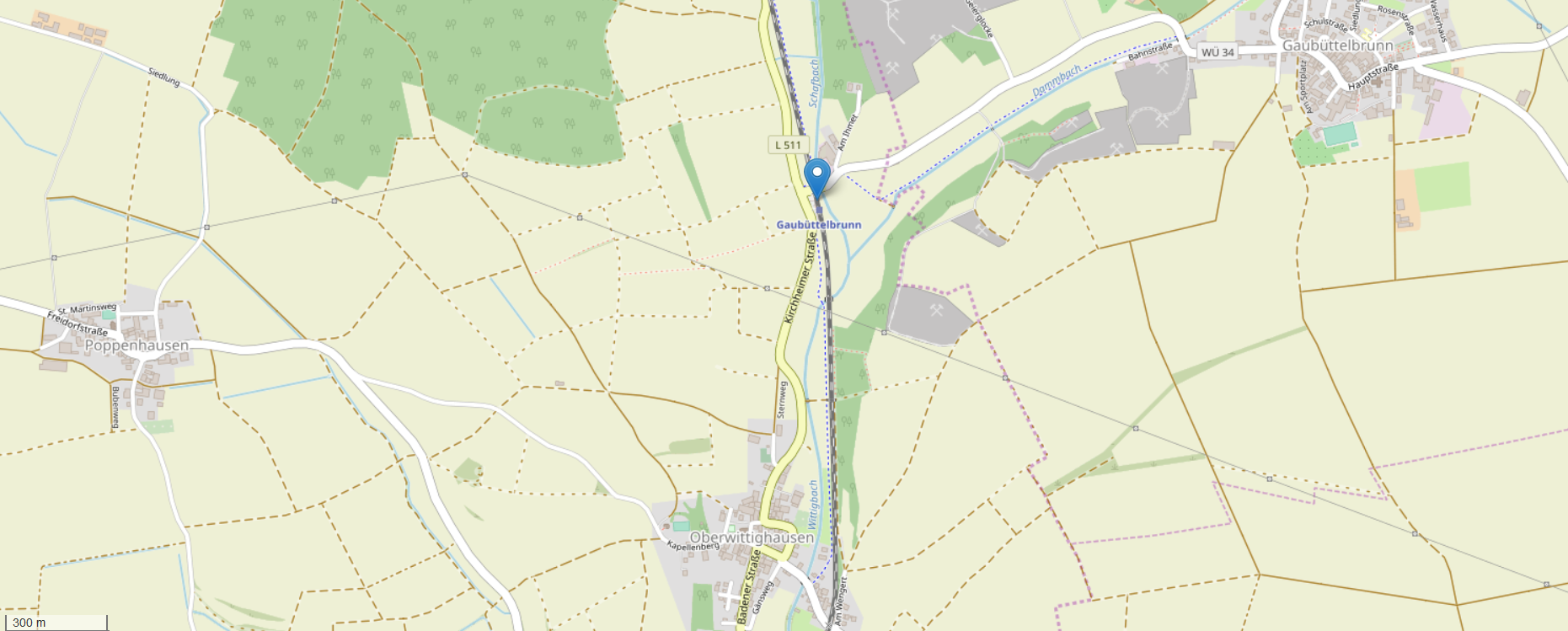
Lange des Wohnplatzes Haltestelle Gaubüttelbrunn

Der Wohnplatz Haltestelle Gaubüttelbrunn liegt etwa ein Kilometer nördlich von Oberwittighausen am Schafbach, dem rechter Hauptstrang-Oberlauf des Wittigbachs. Etwa 200 Meter nördlich befindet sich der Wohnplatz Ihmet. Am Wohnplatz Haltestelle Gaubüttelbrunn mündet der Dammbach von links in den Schafbach, bevor sich dieser zwischen Ober- und Unterwittighausen am Wohnplatz Grenzenmühle durch Zusammenfluss mit dem Seebach (dem linken Hauptstrang-Oberlauf) zum Wittigbach vereinigt.
Unmittelbar östlich des Wohnplatzes befindet sich die Wittighäuser Gemarkungsgrenze in Richtung des Ortsteils Gaubüttelbrunn der unterfränkischen Gemeinde Kirchheim.

## Geschichte
Auf dem Messtischblatt Nr. 6325 „Wittighausen“ von 1881 war der heutige Wohnplatz noch unbesiedelt. Der Wohnplatz Haltestelle Gaubüttelbrunn kam als Teil der ehemals selbständigen Gemeinde Oberwittighausen am 1. September 1971 zur neu gegründeten Gemeinde Wittighausen.

## Kulturdenkmale
Kulturdenkmale in der Nähe des Wohnplatzes Haltestelle Gaubüttelbrunn sind in der Liste der Kulturdenkmale in Oberwittighausen erfasst.

## Verkehr
Am Wohnplatz befindet sich eine Haltestelle der Frankenbahn. Die Haltestelle Gaubüttelbrunn kann über die L 511 (die im Bereich des Wohnplatzes als Kirchheimer Straße bezeichnet wird) erreicht werden. Vom Wohnplatz führt die Straße Am Ihmet zum nebenan gelegenen Wohnplatz Ihmet. Aus Richtung Gaubüttelbrunn ist der Wohnplatz über die WÜ 34 zu erreichen.
Haltestelle Gaubüttelbrunn
Der Main-Tauber-Radweg führt direkt am Wohnplatz vorbei. Von diesem zweigt im Bereich des Wohnplatzes der Gaubüttelbrunner Skulpturenradweg ab.